# 셜리 버맨

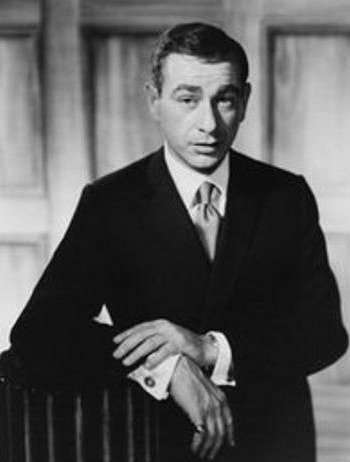

셸리 버먼(Shelley Berman, 1925년 2월 3일 ~ 2017년 9월 1일)은 미국의 배우, 각본가, 교사, 작가, 영화 감독, 영화 제작자이다.
시카고에서 태어났다.

## 출연 작품
- 웬 주스 워 퍼니 (2013년)
- 조한 (2008년) - 조한의 아빠 역
- 로맨틱 홀리데이 (2006년) - 노먼 역
- 아리스토캣 (2005년)
- 미트 페어런츠 2 (2004년)
- 인 갓 위 트러스트 (2000년)
- The Last Producer (2000)
- 비웨어 더 브롭 (1972년)
- 데이빗 프로스트 쇼 (1969년)
- 베스트 맨 (1964년)
- 디멘시아 (1955년)

### 텔레비전
- L.A. 로 (1987-88)
- 프렌즈 (1996)
- 기동순찰대 (1977년)